# Hurikán Elena
Hurikán Elena byl hurikán 3. stupně , který způsobil velké škody podél pobřeží Mexického zálivu v srpnu a září během atlantické hurikánové sezóny 1985. Pátá tropická bouře, čtvrtý hurikán a první hlavní hurikán sezóny, Elena, se zformovala nedaleko Kuby z tropické vlny. Rychle nabírala na síle, dosahujíc rychlosti větru až 125 mph (205 km/h), zatímco se stále zdržovala pouze v severovýchodní části zálivu. Poté se obrátila na severozápad až se na konec poprvé dotkla země v blízkosti města Biloxi v Mississippi, jako hurikán třetí kategorie. Bouře se poté rychle rozptýlila po zemi.
Kvůli své neobvyklé dráze skrze Mexický záliv (vytvořila zde smyčku) donutila Elena mnoho lidí k evakuaci z pobřeží. Kvůli síle větru pak způsobila škody ve výši $2.7 billion (2005 USD), a to především škody na majetku. Hurikán způsobil rozsáhlé eroze pláže na Floridě, zatímco mocné vlny zničily úrodu ústřic. Tento hurikán nezavinil ani jednu přímou smrt, přestože byli čtyři lidé nepřímo zabiti kvůli bouři.

## Meteorologický vývoj

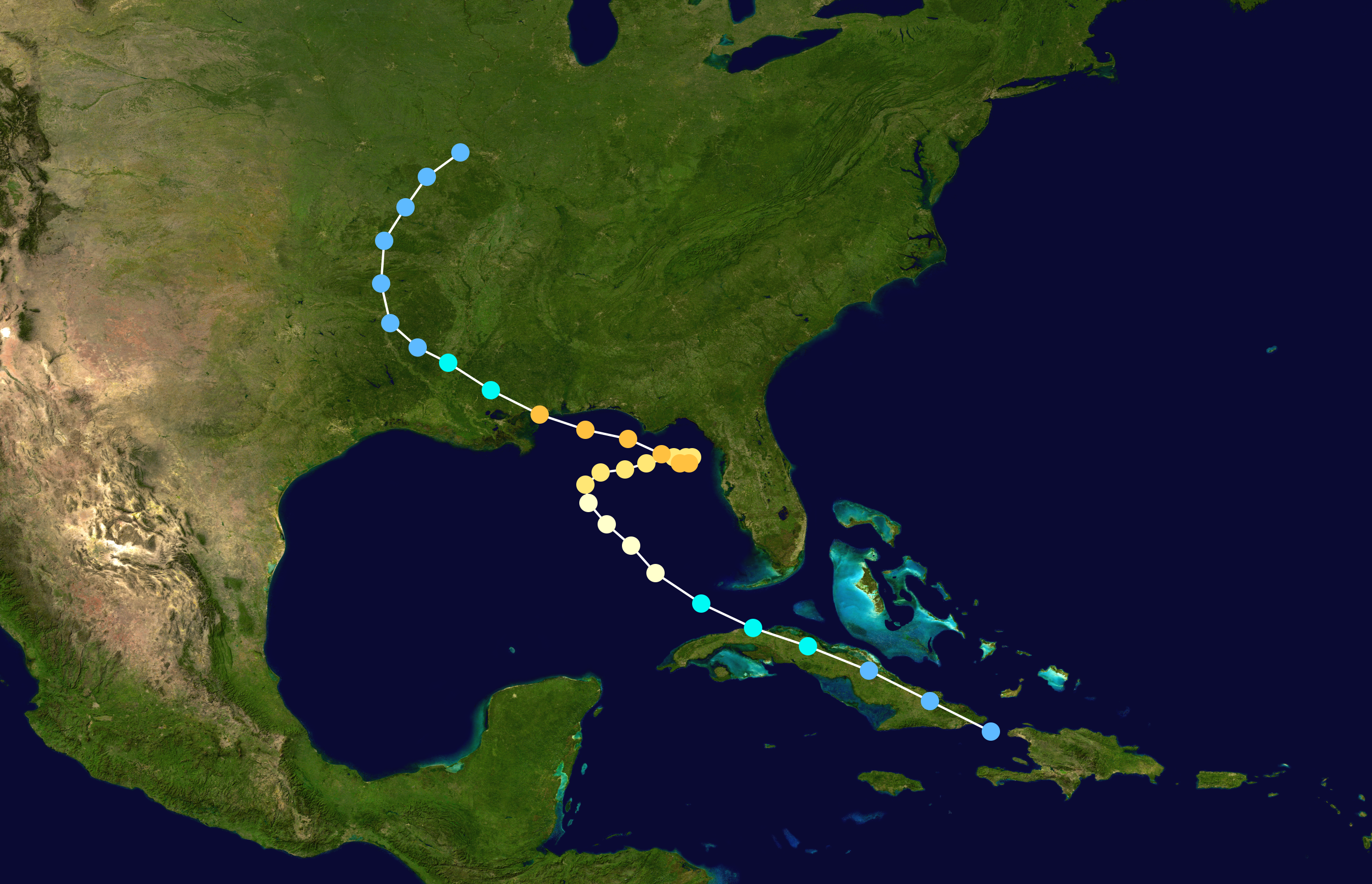
Trajektorie

Předchůdcem hurikánu byla tropická vlna, která se pohybovala u pobřeží Afriky 23. srpna. Ta však zůstala slabá kvůli svému rychlému západnímu pohybu a saharským vzduchovým vrstvám kolem svého oběhu. Při pohybu přes Velké Antily se útvar mírně zpomalil a 28. srpna vytvořil mezi Kubou a Haiti tropickou depresi. Díky podmínkám nad Kubou se tu noc tropická vlna vzduchu proměnila v tropickou bouři Elena. V Mexickém zálivu panovaly příznivé podmínky pro další vývoj a 29. srpna se tak Elena stala hurikánem.

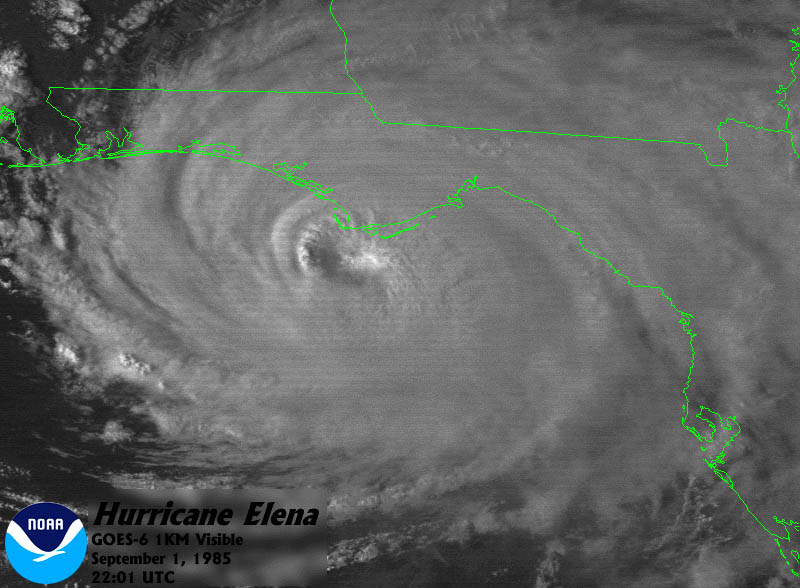
Elena při nejvyšší intenzitě

Čelní koryto nízkého tlaku obrátilo Elenu na severovýchod. Pak se však proud vzduchu zhroutil a zanechal v Mexickém zálivu sílící hurikán, který představoval hrozbu pro Floridské pobřeží. Ale poté, co se dav vrátil do Mississippi a pás Floridského pobřeží byl evakuován, se hurikán ve smyčce obrátil zpět na severozápad, čímž znovu ohrožoval severní pobřeží Mexického zálivu a Mississippi muselo být znovu evakuováno. Hurikán dosáhl svého vrcholu 201 km/h 1. září 120 km jižně od Apalachicoly na Floridě, přičemž se pochyboval zpět severozápadním až západním směrem, řízen oblastí zvyšujícího se tlaku na jeho severovýchodním konci.
Hurikán rychle zeslábl na 185 km/h předtím než 2. září dosedl na kontinent v blízkosti Biloxi v Mississippi. Po kontaktu se zemí hurikán dále rychle slábnul až se z něj 3. září stala tropická deprese, cirkulující nad Missouri. Střední stupeň cirkulace zbylého meteorologického útvaru, který se obracel k východu urychlil vývoj bouřkové oblačnosti. Poslední zbytky Eleny se definitivně rozptýlily 6. září nad Kentucky.

## Následky
I když šlo o silnou a ničivou bouři, byla to Elenina nepředvídatelná změna pohybu, která donutila více než jeden a půl milionu lidí k evakuaci z Floridy do Louisiany, což se ukázalo být tehdy nejrozsáhlejším příkazem k evakuaci. Díky včasné evakuaci také nikdo nezemřel přímým zaviněním hurikánu. Hurikán způsobil škody v celkové výši $1.25 miliardy (1985 USD) a to především ve formě majetkových škod a eroze pláže.

### Florida

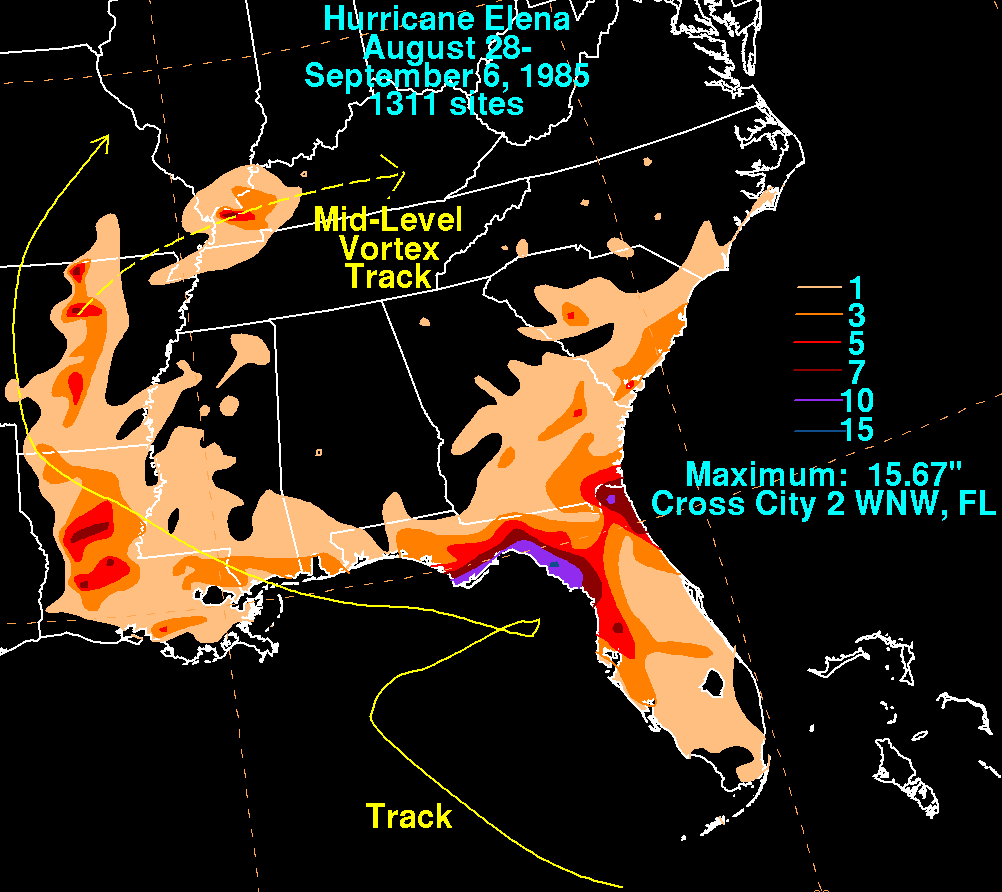
Elena's Storm Total Rainfall.

Z pásu Floridy přes Sarasotu, bylo mnoho lidí evakuováno z nízko položených pobřežních oblastí. Srážkové úhrny podél západního pobřeží Floridského poloostrova se pohybovaly od 1,7 palce (43 mm) v Key West po maximum 15,67 palce (398 mm) na severozápadní části Cross City. Zatímco se Elena zastavila u pobřeží, vnější ramena hurikánu vytvořila několik tornád napříč západní částí státu, tato tornáda pak vážně poškodila některé motorové parky severovýchodně od Tampy Bay. Bylo hlášeno několik zranění, některá vážná, ovšem žádné úmrtí.
Apalachicola byla zasažena 10-stopovým (3,0 m) nárůstem bouře, nejvyšší nárůst bouře od hurikánu. Kromě toho město ohlásilo 11,3 palců (290 mm) srážek, které také patřily k nejvyšším. Nejvíce zde však bouří utrpěl "ústřicový průmysl", neboť hurikán zničil téměř veškerou sklizeň za 6,5 milionu dolarů. Apalachicolský přístav poskytuje asi 10% ústřic ve Spojených státech, ale všechny naděje na rychlou obnovu, byly ty tam, když hurikán Kate zničil většinu z toho, co Elena ušetřila. Navíc, 3 dny rozbouřeného moře zerodovaly 40 stop (12 m) pláže a způsobily značné pobřežní záplavy. Množství času potřebné k doplnění pláže bylo odhadnuto na 10 let.

### Severní pobřeží Mexického zálivu
Když se Elena poprvé pohyboval severně, byla od Morgan City v Louisianě přes celý pás Floridy vydána hurikánová upozornění, která statisíce lidí vybízela k evakuaci. Když se pak Elena obrátila na západ, varování byla vydána znovu, takže mnozí lidé byli nuceni evakuovat se dvakrát za tři dny.
Slapy se pohybovaly od tří do šesti metrů nad normálem, i když srážky podél pobřeží byly relativně minimální. V blízkosti oceánu byl maximální srážkový úhrn 5,7 palce (140 mm) v Perl River Locks v Louisianě, ale mnohem větší množství bylo zaznamenáno dále ve vnitrozemí, dokonce i 8,6 palce (220 mm) ve městě Clinton v Arkansasu. Byl hlášen nejméně tucet tornád v pobřežních oblastech Mississippi, i když škody byly omezeny a lokalizovány.
Město Pass Christian, Mississippi, blízko místa, kde Elena udeřila na pevnině, bylo zasaženo negativním nárůstem bouří, které od hurikánu rozšířily severní větry. Díky tomuto, zde záplavové škody byly velmi nízké. Rozsáhlým škodám způsobených větrem neuniklo 75% až 80% domů ve městě, což znamenalo rozsáhlé trosky a škody na majetku ve výši 2,9 miliony dolarů (1985 USD) v malém městečku s 6500 obyvateli.
Celkově hurikán Elena způsobil pouze čtyři úmrtí, a všechna nepřímo související s hurikánem (v důsledku automobilové nehody, pádů ze stromů nebo infarktu). Silný vítr hurikánu v kombinaci s povodněmi vyústil v poškození v ceně asi 1,25 miliardy dolarů (1985 dolarů). V té době, tak patřil mezi nejnákladnější Atlantické hurikány.

### Vyloučení ze seznamu jmen
Jméno Elena bylo vyškrtnuto ze seznamu jmen hurikánů na jaře roku 1986 a nikdy již nebude pro hurikán použito. Do té doby byla Elena byla jediným jménem Atlantské bouře, které bylo vyloučeno, aniž by došlo k jakékoli přímé oběti. Dalším takovým hurikánem byl až Hurikán Paloma z roku 2008.
Jméno Elena bylo nahrazeno Erikou v Atlantské hurikánové sezóně 1991.